# Независима Македония
Вижте пояснителната страница за други значения на Независима Македония.
Независима Македония е идеен проект на македонските българи за създаване на самостоятелна македонска държава.

## История
Зараждането на идеята за „Независима Македония“ става след Първата световна война, след разделянето на македонското от тракийското освободително движение. Тогава в редица официални документи на ВМРО е употребено известното понятие „автономия“, тъждествено на „независимост“, „самостоятелност“. Тодор Александров мотивира лозунга „Независима Македония“ с няколко аргумента: средство за запазване целостта и неделимостта на Македония; начин за отбиване на сръбски и гръцки териториални претенции; заявената готовност на българското правителство да върне Пиринския край, за „да се създаде от Македония независима държава под протектората на великите сили“. (Същото предложение е отправено и след края на Втората световна война) От друга страна печатният орган на организацията на македонските бежанци в България се нарича в-к „Независима Македония“. В уводната статия на неговия първи брой е отбелязано, че легалната борба има за цел „въздигане на Македония в нейните географически и икономически граници в една независима държава“. Надписът „Независима Македония“ е поставен върху отличителните и наградни знаци на ВМРО и т.н. Понятието „независима Македония“ е популярно и след убийството на Тодор Александров.
Македонските българи от периода между войните са убедени в правилността на взаимно допълващите се изходни начала за „автономна и независима Македония“. И при Иван Михайлов, идеята за „Независима Македония“ е водеща политическа цел. Най-пълно междувоенната автономистка позиция е изяснена в подготвения от Иван Михайлов, а вероятно и от Йордан Чкатров, тезисен материал, озаглавен „Защо се борим за независима Македония?“ В този първообраз на известната брошура „Македония – Швейцария на Балканите“ недвусмислено е показано, че ВМРО запазва традиционната автономистка формула като средство за решаване на македонския въпрос. Отхвърлени са обвиненията за ненавременно издигане на лозунга „Независима Македония“. Това е сторено, защото въпросният лозунг е исторически оправдано начало на всички македонски организации. Ясен е и отговорът и на поставения от опонентите на ВМРО въпрос – „Македонците отделна народност ли са, та не искат да останат в границите на днес съществуващите балкански държави?“ Становището за независима Македония няма антибългарска насоченост, защото „не съществува отделна македонска националност, македонските славяни са българи и част от духовното цяло на българската нация, а македонският народ е географско и политическо понятие. С него се определя населението, което ще обгръща бъдещата македонска държава“.
В началото на септември 1944 г. Адолф Хитлер се свързва с Иван Михайлов, който по онова време е в Независимата хърватска държава с надеждата, че последният ще може да прогласи Независима република Македония. Михайлов посещава София и след проведени консултации отпътува за Скопие. Там той престоява няколко дни между 5 и 9 септември и прави сондажи сред бившите структури на ВМРО, като осъществява и контакт с поделенията на „Охрана“. Той се убеждава, че му липсва достатъчно подкрепа, а комунистическите партизани на Тито са във възход. Михайлов осъзнава, че Германия губи войната, а България е пред окупация от СССР, и заявява на германците, че вече е късно и отказва германското предложение.
- Картичка на Илинденската организация, представяща Македония в нейните географски и етнографски граници
- Българска пощенска марка „Не забравяйте Македония“ си изображение на знаме с текст „Независима Македония“
- Българска пощенска марка с географските граници на Македония и надпис „Независима Македония“ на френски